# Stylicletodes leptostylis
Stylicletodes leptostylis is een eenoogkreeftjessoort uit de familie van de Cletodidae. De wetenschappelijke naam van de soort werd in 1920 voor het eerst geldig gepubliceerd door Georg Ossian Sars.